# Cadillac Northstar LMP
La Cadillac Northstar LMP è una vettura da competizione realizzata dalla Cadillac nel 2000.

## Sviluppo
La vettura segnò il ritorno della casa statunitense nel mondo delle competizioni dopo cinquant'anni d'assenza. Scopo della Northstar LMP era la partecipazione all'ALMS, alla LMS e alla 24 Ore di Le Mans. Bernard si occupò dell'auto,come previsto dal suo ruolo di tester. Bernard ha testato l'auto sul circuito di Mid-Ohio.

## Tecnica

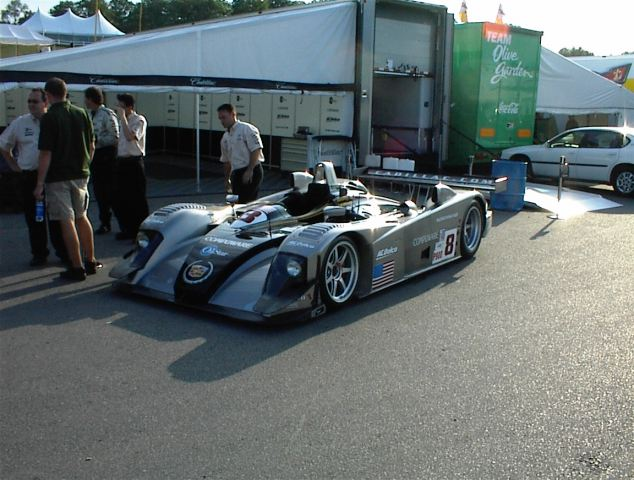
Cadillac Northstar LMP-02

Il mezzo venne progettato dalla Riley & Scott ed era dotato di un propulsore Northstar V8 da 600 cv di potenza con 600 Nm di coppia gestito da un cambio XTrac sequenziale a sei marce. Il telaio in alluminio e fibra di carbonio era in configurazione monoscocca a nido d'ape. L'impianto frenante era costituito da quattro freni a disco carboceramici, mentre le sospensioni push-rod erano formate da doppi bracci trasversali, molle elicoidali, ammortizzatori e barre stabilizzatrici.
Dopo la prima fallimentare stagione, la vettura venne modificata nell'aerodinamica grazie al contributo del britannico Nigel Stroud, assumendo la denominazione di Northstar LMP-01.
Nel 2002 l'auto venne aggiornata con una nuova aerodinamica e diversi miglioramenti meccanici, evolvendosi così nella versione LMP-02. Per la sua progettazione si impiegarono tutti i ritrovati tecnologici disponibili, come il computer-aided design and manufacturing (CAD/CAM), il computational fluid dynamics (CFD) e il finite element analysis (FEA).

## Attività sportiva
Oltre che alla propria squadra ufficiale, la Cadillac forni la LMP anche al team francese DAMS per farla competere nelle competizioni europee. I risultati stentarono ad arrivare, e i migliori risultati furono un quarto e due quinti posti in alcune gare minori della LMS.
Nel 2001 i risultati iniziarono a migliorare con l'avvento della nuova LMP-01, ma nonostante questo le vittorie ancora stentavano ad arrivare a causa dello strapotere delle Audi R8.
Il 2002 rappresentò l'ultima stagione della Northstar, che ricadeva nel centenario della fondazione della casa statunitense. Nonostante i progressi compiuti, la vettura non andò oltre un secondo posto ottenuto nel GP di Miami, e ciò indusse la Cadillac a ritirarsi dall'ALMS e dalla LMS.